# 梅富-阿凡巴州

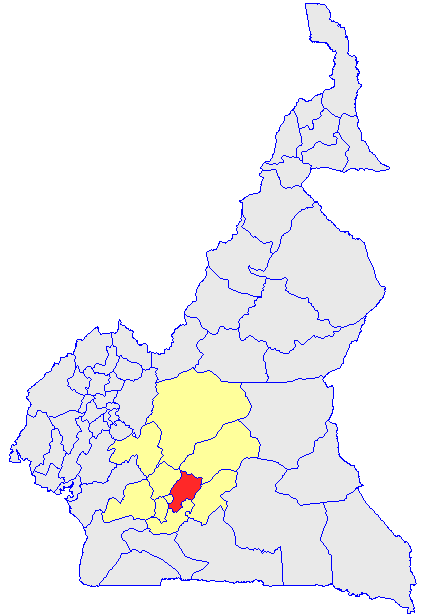

梅富-阿凡巴州（法語：Méfou-et-Afamba），是喀麥隆的58個州份之一，位於該國中部，由中部區負責管轄，西北面是莱基埃州，面積3,358平方公里，2001年人口89,805，人口密度每平方公里26.7人。